# Easton Hope
Easton Hope è il secondo album in studio del gruppo power metal tedesco Orden Ogan, pubblicato nel 2010.

## Il disco

### Registrazione
Fu registrato da Sebastian Levermann, cantante e chitarrista del gruppo nonché principale autore di musiche e testi, fra agosto e novembre 2009, nelle città tedesche di Werl e Arnsberg. Le operazioni di registrazione e missaggio avvennero ai Greenman Studios di proprietà dello stesso Levermann, con gli assistenti al missaggio Lars Dietrich e Lars Schlüter. Il suono delle chitarre venne ulteriormente rielaborato al Click Studio di Soest; il mastering fu invece fatto da Micheal Schwabe al Monoposto Mastering Studio di Düsseldorf, il 26 novembre 2009. Per le parti corali, in alcuni brani, è stato usato un vero coro, registrato nella cattedrale di Wildeshausen. La copertina, come per Vale e per To the End, è realizzata da Andreas Marshall.
Easton Hope è il primo disco degli Orden Ogan a essere pubblicato dalla AFM Records.

### Partecipazioni
Il brano We Are Pirates!, di cui è stato anche prodotto un videoclip promozionale, è stato concepito, a detta del gruppo, come un omaggio ai Running Wild: l'assolo di chitarra è addirittura eseguito dal loro ex chitarrista Majk Moti.
Inoltre, il brano Nothing Remains vede la partecipazione dell'ex batterista dei Blind Guardian Thomen Stauch.

## Il concept
Come già Vale, e successivamente anche Gunmen, il disco si può considerare un concept album. Il titolo è infatti il nome della città fantastica dove ha luogo la vicenda che i brani raccontano.
I fatti si svolgono cronologicamente prima rispetto alle vicende raccontate in Vale: il protagonista Alister Vale (presentato già nel disco precedente), su cui pende una maledizione che lo condanna a lasciare dietro di sé solo disperazione e distruzione qualsiasi azione compia, giunge dopo una lunga peregrinazione nella città di Easton Hope. In questo luogo il popolo si trova oppresso dall'ultimo di una lunga stirpe di re, che governa come uno spietato tiranno. Mosso da una grande forza di spirito aiuta il popolo a ribellarsi al tiranno e prendere il controllo della città: i cittadini, ebbri della libertà appena guadagnata, non riescono però a gestirla e finiscono per continuare le violenze gli uni sugli altri e distruggere tutto quello che possedevano. La storia termina con l'immagine raffigurata sulla copertina del disco: il protagonista che, da lontano, guarda la città di Easton Hope in fiamme e riflette sul bene e sul male.
A proposito dei significati racchiusi in questo concept, Sebastian Levermann ha detto in un'intervista:
(Sebastian Levermann)

## Tracce
1. Rise and Ruin – 2:16 (musica: Levermann)
2. Nobody Leaves – 5:57 (Levermann)
3. Goodbye – 4:10 (Levermann)
4. Easton Hope – 6:49 (Levermann)
5. Welcome Liberty – 5:46 (testo: Levermann – musica: Weise/Levermann)
6. All These Dark Years – 5:47 (testo: Levermann/Schneider – musica: Levermann/Weise/Schneider)
7. Nothing Remains (feat. Thomen Stauch) – 6:46 (testo: Levermann/Schneider – musica: Levermann)
8. Requiem – 4:58 (Levermann)
9. We Are Pirates! (feat. Majk Moti) – 7:34 (Levermann)
10. The Black Heart – 6:00 (Levermann)
11. Of Downfall and Decline – 8:51 (testo: Levermann/Schneider – musica: Weise/Levermann)

Durata totale: 64:54

## Formazione

### Formazione ufficiale
- Sebastian Levermann - voce, chitarra
- Tobias Kersting - chitarra
- Lars Schneider - basso
- Sebastian Grütling - batteria
- Nils Weise - tastiere

### Coristi
- Basso: Cristoph Barth, Sebastian Mastrangelo
- Baritono: Daniel Kolloge
- Tenore: Holger Hasse, Carsten Hennecke, Hubertus Hesse, Matthias Kenkel
- Controtenore: Fabian Reinke
- soprano: Kitty Zschoche